# Jacques Morel
Jacques Morel (La Teste-de-Buch, 22 de septiembre de 1935) es un deportista francés que compitió en remo. Fue hermano del también remero Georges Morel.
Participó en dos Juegos Olímpicos de Verano en los años 1960 y 1964, obteniendo dos medallas, plata en Roma 1960 y plata en Tokio 1964. Ganó dos medallas en el Campeonato Mundial de Remo, bronce en 1962 y plata en 1966.

## Palmarés internacional
| Juegos Olímpicos   | Juegos Olímpicos  | Juegos Olímpicos  | Juegos Olímpicos   |
| Año                | Lugar             | Medalla           | Prueba             |
| ------------------ | ----------------- | ----------------- | ------------------ |
| 1960               | Roma (Italia)     | Medalla de plata  | Cuatro con timonel |
| 1964               | Tokio (Japón)     | Medalla de plata  | Dos con timonel    |
| Campeonato Mundial |                   |                   |                    |
| Año                | Lugar             | Medalla           | Prueba             |
| 1962               | Lucerna (Suiza)   | Medalla de bronce | Ocho con timonel   |
| 1966               | Bled (Yugoslavia) | Medalla de plata  | Dos con timonel    |